# Ken McIntyre (cestista)
Ken McIntyre (Queens, 30 agosto 1943 – 31 maggio 2006) è stato un cestista statunitense.

## Carriera
McIntyre ha giocato tre stagioni nella St. John's University, conquistando il successo nel National Invitation Tournament 1965 e vincendo il riconoscimento come miglior giocatore della manifestazione. Con i Red Storm ha realizzato 1.349 nei tre anni di carriera.
Venne selezionato al terzo giro del Draft NBA 1965 dai St. Louis Hawks, ma non giocò mai in NBA

## Palmarès
- Campione NIT (1965)
- MVP NIT (1965)